# Sonny Chiba
Sadaho Maeda (Japans: 前田 禎穂, Maeda Sadaho) (Fukuoka, 23 januari 1939 – Kimitsu, 19 augustus 2021) was een Japans acteur die vooral bekend was onder zijn pseudoniem Shinichi (Sonny) Chiba (千葉 真一, Chiba Shin'ichi) . 
Hij was voornamelijk bekend in de jaren zeventig als The Street Fighter. Maar hij maakte voor een lange tijd alleen maar B-films tot hij in 2003 zijn comeback maakte in Kill Bill.
Chiba overleed op 82-jarige leeftijd aan de gevolgen van COVID-19.

## Selecte filmografie
- The Fast and the Furious: Tokyo Drift - Oom Kamata (2006)
- Kill Bill: Vol. 2 - Hattori Hanzo (2004)
- Kill Bill - Hattori Hanzo (2003)
- Battle Royale II - Makio Mimura (2003)
- Deadly Outlaw: Rekka (2002)
- The Storm Riders - Lord Conqueror / Hung Baa (1998)
- The Bushido Blade - Prins Ido (1981)
- Virus - Dr. Yamauchi (1980)
- The Street Fighter - Takuma Tsurugi (Terry) (1974)
- Uchu Kaisoku-sen - Tachibana / Ruimteleider (1961)

- Biblioteca Nacional de España: XX1215487
- Bibliothèque nationale de France: cb14036535t (data)
- CiNii: DA13836426
- Gemeinsame Normdatei: 137373430
- International Standard Name Identifier: 0000 0001 1932 7298
- Library of Congress Control Number: no2004100759
- MusicBrainz: c809cb58-894e-4eab-b88c-83f14573043c
- Bibliotheek van het Japanse parlement: 00083971
- Nationale Bibliotheek van Israël: 987007435388905171
- Nederlandse Thesaurus van Auteursnamen: 296111872
- Istituto Centrale per il Catalogo Unico: RAVV417512
- SNAC: w6pr8rfk
- Système universitaire de documentation: 254984924
- Virtual International Authority File: 19398217
- WorldCat: E39PBJtGXYHyw6BtTwYvMH7yh3